# Northampton Town Football Club
O Northampton Town Football Club é um clube de futebol da cidade de Northampton, na Inglaterra. Atualmente disputa a Football League One, equivalente à Terceira Divisão do Campeonato Inglês.
O clube foi fundado em 1897 após algumas reuniões entre professores de escolas da cidade de Northampton, e desde 1994 manda seus jogos no Sixfields Stadium, com capacidade para 7.789 pessoas sentadas, sendo que eles moveram se para este estádio em 1994 saindo do County Ground. O apelido do clube é "The Clobbers", em referência à uma antiga indústria de calçados sediada perto do clube.
O clube possui rivalidade com Peterborough United e com o Milton Keynes Dons.

## Títulos
Campeonato Inglês da Terceira Divisão: 2
(1962-1963) (2019-2020)

 Campeonato Inglês da Quarta Divisão: 2
(1986-1987) (2015-2016)
A maior vitória do clube foi um vice da Community Shield a supercopa da Inglaterra em 1909.